# 韦德尔
韦德尔（德語：Wedel，發音：[ˈveːdl̩] ⓘ）是德国石勒苏益格-荷尔斯泰因州平讷贝格县的城市，面积33.81平方千米，2023年12月31日人口为34,617人。